# 葉鎮輝
葉鎮輝（英語：Yip Chun Fai，1971年1月23日—），暱稱輝哥，現任無綫電視劇集監製及曾為Studio VO旗下劇集監製。

## 歷年職務
亞洲電視(ATV)時期（1990年-1997年）
- （1990年-1997年）曾任職亞洲電視旗下演員
- （1990年-1997年）亞洲電視道具廠房《兼任職》

無綫電視(TVB)時期（1997年至2023年、2024年至今）
- （1997年-2013年）電視劇助理編導、編導，演員
- （2013年至2023年、2024年至今）電視廣播有限公司晉升為電視劇集戲劇組製作部監製

## 簡歷
1997年9月，葉鎮輝加入香港無綫電視，並擔任助理編導至再升任編導。
2006年，葉鎮輝再次升到高級編導
2013年，葉鎮輝同年在無線電視挖角潮，及後而因為獲得了機會，編導到晉升為擔任電視劇監製；葉鎮輝曾他是翌年後開始執導從事電視制作二十多年來後，並且多數個重要劇目，現今時任內藝員人脈甚廣。
2014年，他於編導至晉升為監製之後亦首部無綫電視拍攝的賀歲劇集是《倩女喜相逢》。
2018年，葉鎮輝非常之重要，同年已成為監製的劇集《棟仁的時光》播出，男主角袁偉豪憑此劇獲得「馬來西亞最喜愛TVB男主角」及「新加坡最喜愛TVB男主角」兩個獎項，成為「星馬雙料視帝」。
2019年，葉鎮輝監製的奇幻電視劇集《金宵大廈》系列，然後；在播出後備受好評，令此劇成為其晉升監製後迴響最大的劇集。
2022年，續集《金宵大廈2》播出。然而，在劇中單元劇故事的《工人姐姐》，葉鎮輝之任用移民至加拿大籍香港演員的黃婉華中飾演菲律賓傭工「Louisa」。為配合角色，黃婉華在拍攝時用化妝品塗黑皮膚。法新社港澳台主管Jerome Taylor稱此舉涉及棕臉扮裝，乃黑臉扮裝的一種，引起種族主義及種族歧視的爭議。其後Jerome Taylor就事件以法新社名義自Hong Kong Free Press作進一步報導，批評此舉實有傳播對菲律賓人的刻板印象之嫌，並訪問家政工人兼國際移民聯盟（International Migrants Alliance）主席Eni Lestari等人，稱做法不尊重外傭乃至菲律賓人。除法新社將此事轉譯成日語報導外，此事件也引起國際關注，臺灣、新加坡及馬來西亞等海外華文傳媒，乃至菲律賓、印度、美國等海外英文傳媒均有報導此事。
就物色飾演Louisa一角的人選，葉鎮輝曾接洽2018年香港電影《淪落人》女主角、定居香港的菲律賓女演員姬素·孔尚治，惟對方以不想被角色定形而婉拒。就黃婉華為飾演菲傭角色而塗黑皮膚一事，葉鎮輝表示劇集出發點絕非貶低任何國籍，對於此事引起部分人不適及被指歧視感到無奈，並對因此事而感到不適的人致歉。他承認此次事件是無心之失，在製作立場上未夠敏感，日後再遇到同類題材會深入了解及小心處理。無綫電視亦發出聲明公開致歉，表示相關做法純屬劇情需要，無意表達不尊重或歧視任何國籍。及後將劇中以《姐姐》單元為主線的第七及第八集內容從myTV SUPER下架，並表示會修正相關內容後才把相關集數重新上架。
2023年6月，葉鎮輝監製拍攝的電視劇集《旁觀者》然後；葉鎮輝已於同年6月在離開了工作崗位26年長達的無綫電視，令外此劇成為其監製的劇集告別作、翌日並加入ViuTV。 惟葉已於2024年回巢拍攝《模仿人生》。
在任的監製時期，常用主要演員有：趙希洛、張彥博（5部）；陳山聰、林子善、黃子雄、黃祥興、許家傑（4部）；黃子恆、吳若希（3部）；謝東閔、連詩雅、李施嬅*、林夏薇、單立文（2部）。
1. 註：有*號為已離開無綫電視

## 電視劇 （無綫電視）

### 助理編導
- 1998年：《烈火雄心》、《雪山飛狐》
- 1999年：《創世紀》、《命轉情真》
- 2000年：《新鮮人》
- 2001年：《娛樂反斗星》、《婚姻乏術》
- 2002年：《情牽百子櫃》、《無頭東宮》、《鄭板橋》
- 2003年：《十萬噸情緣》、《律政新人王》、《非常外父》、《衝上雲霄》
- 2004年：《隔世追兇》
- 2005年：《同撈同煲》、《我的野蠻奶奶》、《西廂奇緣》

### 編導
- 2006年：《鳳凰四重奏》、《施公奇案》、《女人唔易做》
- 2007年：《師奶兵團》、《學警出更》、《鐵咀銀牙》、《奸人堅》
- 2008年：《尖子攻略》
- 2009年：《大冬瓜》、《王老虎搶親》、《富貴門》
- 2010年：《女王辦公室》、《居家兵團》
- 2011年：《魚躍在花見》、《潛行狙擊》
- 2012年：《東西宮略》、《名媛望族》、《法網狙擊》
- 2013年：《衝上雲霄II》、《情逆三世緣》、《My盛Lady》
- 2014年：《點金勝手》、《老表，你好hea！》
- 2015年：《倩女喜相逢》、《華麗轉身》、《實習天使》
- 2017年：《乘勝狙擊》
- 2022年：《金宵大廈2》
- 2024年：《旁觀者》

### 監製
- 2015年：《倩女喜相逢》、《實習天使》
- 2017年：《乘勝狙擊》
- 2018年：《棟仁的時光》
- 2019年：《金宵大廈》
- 2022年：《金宵大廈2》
- 2024年：《旁觀者》
- 未播映：《模仿人生》

## 電視劇（ViuTV）
- 2023：《Food Buddies》監製
- 2025:《翻盤下半場》監制+總導演

## 電視劇（其他）
| 首播   | 劇名                               | 製作地   | 合作演員                                                                                 |
| 籌拍中 | 跨栏女将（导演，与吕紫伯联合执导） | 中國大陸 | 李乃文、王雷、颜丙燕、周洁琼、胡明、苏青、姜冠南、杜卡妮、武若茗、赵婉瑜、周悦希、周悦含 |

## 舞台劇（香港電台）
- 獅子山下